# Nagroda Pulitzera
Nagroda Pulitzera (ang. Pulitzer Prize) – coroczna amerykańska nagroda przyznawana za wybitne dokonania w dziedzinie dziennikarstwa, literatury pięknej i muzyki.
Zdobywcy nagrody są ustalani przez jury działające na Uniwersytecie Columbia. Kandydatów wybiera się głównie spośród twórców amerykańskich.
Nagrodę ufundował Joseph Pulitzer (1847–1911), amerykański dziennikarz i wydawca pochodzenia węgierskiego, który w swoim testamencie z 1904 r. przeznaczył na nią kapitał w wysokości 500 000 dolarów. Pierwszych laureatów ogłoszono w 1917 r.
Corocznie nagrody przyznaje się w kwietniu w dwudziestu jeden kategoriach. W dwudziestu z nich zwycięzca otrzymuje świadectwo i czek na 15 tysięcy dolarów, a dwudziesta pierwsza kategoria („służba publiczna”) honorowana jest złotym medalem, który otrzymuje zwykle gazeta (mimo że jest on przypisany do konkretnej osoby).

## Osobne artykuły
- Nagroda Pulitzera w dziedzinie poezji
- Nagroda Pulitzera w dziedzinie historii
- Nagroda Pulitzera w dziedzinie muzyki
- Nagroda Pulitzera w dziedzinie dramatu
- Nagroda Pulitzera w dziedzinie biografii
- Nagroda Pulitzera w dziedzinie literatury wspomnieniowej i autobiografii
- Nagroda Pulitzera w dziedzinie literatury faktu
- Nagroda Pulitzera w dziedzinie beletrystyki
- Nagroda Pulitzera w dziedzinie dziennikarstwa międzynarodowego(inne języki)